# Kerekek és lépések
Kerekek és lépések : Kerékpáron és gyalog: Szekszárd – Sárospatak – Nagy-Milic (1990–91)
„A fél országot bemutató első két sorozat – Másfélmillió lépés Magyarországon (1979), …és még egymillió lépés (1986) – sikere után elhatároztuk, hogy egy kerékpáros és egy gyalogos útvonal végigjárásával »bezárjuk a kört«, visszatérünk a Kéktúra kiinduló pontjára, a Nagy-Milicre. A csapat ugyanaz, mint a két korábbi filmsorozatban, de immár, sajnos, Rockenbauer Pál nélkül.” – (DVD borító)
A stáb 1990. augusztus 10-én indult el kerékpárral Szekszárdról, és az Alföldön keresztül 1717 km megtétele után 34 nap alatt, szeptember 12-én érkezett meg Sárospatakra, ahonnan két nappal később, szeptember 14-én indultak el gyalogosan a nyugati Zemplénen keresztül a Nagy-Milicre, ahová 8 nap alatt, szeptember 21-én érkeztek meg. A sorozat három évvel a forgatás után, 1993. november 5-én került bemutatásra.
A sorozat is ihletője volt a  Szekszárd-Sátoraljaújhely között 1992 és 1996 között létesült Alföldi Kéktúrának, azonban a túraútvonal nagyrésze eltér a filmesek által bejárt útvonaltól.
A sorozat munkacíme Bezárjuk a kört volt, erre utal a 18. részben látott Kölcsey Ferenc koszorúján lévő felirat is.
A Kerekek és lépések sorozat a korábbi két filmmel ellentétben nem jelent meg VHS-kazettán. 2007–2008-ban a Mokép forgalmazásában 5 DVD-n jelent meg, viszont valamennyi epizódot egységesen 35 percessé rövidítettek, (az epizódok eredeti hossza kb. 45 perc, a befejező részé 53 perc) ezzel csaknem 4 órányi anyagot vágtak ki a teljes sorozatból, és később már a televíziók is legtöbbször ezt a rövidített változatot adták. Az eredeti változatot legutóbb 2014–2015-ben a Duna World csatorna sugározta.

## A stáb
- rendező: Gyenes Károly
- a rendező munkatársa: Heincz László
- operatőr: Stenszky Gyula, Szabados Tamás, Pápay Zsolt
- narrátor: Sinkó László
- hangmérnök: Faludi Sándor
- gyártásvezető: Péterfay Attila
- vágó: Ilosvay Katalin
- technikus: Tolnai Ferenc
- szakértők: 
  - - zene: Alföldy-Boruss István
  - - művészettörténet: Dercsényi Balázs
  - - geológia: Juhász Árpád
  - - növénytan: Milkovits István
  - - néprajz: Paládi-Kovács Attila

## A sorozat részei
A teljes sorozat öt DVD-n jelent meg 2007–2008-ban, azonban az epizódok körülbelül 10 perccel meg lettek rövidítve.
Megjegyzés: 
A csapat javarészt nem a mai térképen feltüntetett útvonalat járta be, csak a Szekszárd-Hajós, Ópusztaszer-Mindszent, Okány-Vidratanya, és az Anarcs-Karos közötti szakasz az, ami kisebb eltéréssel megegyezik a mai szakaszokkal, ezenkívül Nyírbátort is érinti a mai útvonal, de más irányokból közelíti meg. Mivel az Alföldi Kéktúra Sátoraljaújhelynél véget ér, így a csapat gyalogosan megtett útvonala néhány települést leszámítva nem az Országos Kékkör része. A legvégén a Hollóháza és Nagy-Milic közötti szakasz az Országos Kéktúra része, ami 1979 után lett csak a Kéktúra része, így az első sorozatból ez a szakasz még kimaradt.
- Dunától a Tiszáig
  - 1. rész: Indulás a Sárközbe
  - 2. rész: Sárköz és Bátaszék
  - 3. rész: Dunamellék
  - 4. rész: Dél-Alföldi szőlővidék
  - 5. rész: A Kiskunságban
  - 6. rész: Tiszán innen, Tiszán túl
- A Tiszántúl déli tájain
  - 7. rész: Vásárhely és környéke
  - 8. rész: Viharsarok: Csöndes esőben
  - 9. rész: A délkeleti végeken
  - 10. rész: A Körösök vidékén
  - 11. rész: A Sárrét emlékei
- Puszták, lápok, kistemplomok
  - 12. rész: Egy nap a Hortobágyon
  - 13. rész: Hajdúk és tirpákok
  - 14. rész: A Nyírség homokján
  - 15. rész: Buckák, lápok, csatornák
  - 16. rész: Kistemplomok a Szamosháton
- Szatmár, Bereg, Rétköz
  - 17. rész: A szatmári síkon
  - 18. rész: A szatmári Tiszaháton
  - 19. rész: A beregi Tiszaháton
  - 20. rész: Naménytől Lónyáig a Beregben
  - 21. rész: A két Tisza között
- ...és lépések
  - 22. rész: A Bodrogközben
  - 23. rész: Sárospatak: érkezés és indulás
  - 24. rész: A Rákócziak földjén
  - 25. rész: A nyugati Zemplénben
  - 26. rész: Bezártuk a kört

## A filmben felbukkanó települések
Megjegyzés: Néhány település a rövidített változatokból kimaradt.
- I. Dunától a Tiszáig: Zengővárkony,[2] Szekszárd, Őcsény, Decs, Sárpilis, Alsónyék, Bátaszék, Pörböly,[3] Baja, Szeremle, Érsekcsanád, Sükösd, Szentgyörgy, Érsekhalma, Hajós, Császártöltés, Kecel, Kiskőrös, Soltvadkert, Bócsa, Kiskunmajsa, Kistelek, Ópusztaszer, Pusztaszer, Szegvár, Mindszent.
- II. A Tiszántúl déli tájain: Mártély, Hódmezővásárhely, Székkutas, Kardoskút, Orosháza, Pusztaföldvár, Csanádapáca, Újkígyós, Szabadkígyós, Kétegyháza, Gyula, Gyulavári, Sarkad, Kötegyán, Méhkerék, Kisnyék, Okány, Vésztő, Szeghalom, Füzesgyarmat, Biharnagybajom, Sárrétudvari, Szerep, Püspökladány.
- III. Puszták, lápok, kistemplomok: Nádudvar, Hortobágy, Máta, Papegyháza, Kishortobágy, Balmazújváros, Hajdúböszörmény, Hajdúdorog, Rókabokor, Nyíregyháza, Sóstógyógyfürdő, Nagykálló, Kállósemjén, Pócspetri, Máriapócs, Nyírbátor, Nyírvasvári, Vállaj, Mérk, Tiborszállás, Nagyecsed, Tyukod, Ura, Csenger, Szamosbecs, Szamostatárfalva, Komlódtótfalu, Nagygéc, Csengersima, Rozsály, Méhtelek, Garbolc, Nagyhódos, Kishódos, Tisztaberek, Túrricse, Csaholc, Kisnamény, Jánkmajtis, Zsarolyán, Nagyszekeres, Kisszekeres, Cégénydányád.
- IV. Szatmár, Bereg, Rétköz: Fehérgyarmat, Penyige, Kölcse, Tiszabecs, Milota, Tiszacsécse, Tiszakóród, Túristvándi, Szatmárcseke, Nagyar, Kisar, Tivadar, Tarpa, Beregsurány, Csaroda, Tákos, Vásárosnamény, Tiszaszalka, Vámosatya, Barabás, Mátyus, Lónya, Tiszamogyorós, Mándok, Tornyospálca, Lászlótanya,[4] Szabolcsbáka, Anarcs, Kisvárda, Kékcse, Dombrád.
- V. ...és lépések: Dombrád, Cigánd, Pácin, Karcsa, Karos, Miskolc,[5] Vajdácska, Sárospatak, Makkoshotyka, Komlóska, Erdőhorváti, Mogyoróska, Fony, Regéc, Hejce, Gönc, Telkibánya, Pányok, Kéked, Hollóháza, Lászlótanya,[6] Füzér.

## A filmben megszólaló személyek
Indulás a Sárközbe
- Bogár István hagyományőrző, tanító Szekszárdi-szőlőhegy (Gyenes K. riportja)
- Gyenes Károly bevezetője, Szekszárd[7]
- Berekai Jánosné és asszonytársai, Őcsény (Gyenes K. riportja)
- Magyar Pálné népi babakészítő, Őcsény (Gyenes K. és Stenszky Gy. riportja)
- Szemerei László tiszteletes, Őcsény
- Sinkó László üdvözli a csapatot és elmondja gondolatait, Őcsény[7]
- Bekás Jánosné népi iparművész, Decs (Sinkó L., Heincz L. és Gyenes K. riportja)

Sárköz és Bátaszék
- Bali Istvánné Pusztai Éva népi textilművesz, valamint a decsi néptáncegyüttes tagjai, Decs (Gyenes K. riportja)[7]
- Kiss János, Decs (Gyenes K. riportja)
- K. Szabó Jánosné népi szövő, Alsónyék
- Stengel János kékfestő-mester, Bátaszék (Gyenes K. riportja)
- Tamás Jánosné, Bátaszék (Gyenes K. riportja)
- Dr. Csanádi György körzeti orvos, magángyűjtő, Bátaszék (Sinkó L. riportja)

Dunamellék
- Dr. Kőhegyi Mihály a bajai Türr István Múzeum igazgatója, Baja
- Dr. Solymos Ede nyugalmazott múzeumigazgató, Gemenc, Rezéti halásztanya (Gyenes K. riportja)
- Dr. Kőhegyi Mihály a bajai Türr István Múzeum igazgatója, Baja
- Dávid Ferenc művészettörténész, Baja, zsinagóga
- Kapocs Nándor katolikus lelkész, Szeremle
- Aranyos Vilmos[8] horgász, Szeremle (Gyenes K. riportja)
- Ézsi Lajosné népi szövő, Szeremle (Gyenes K. riportja)
- Végh György Barna református lelkész, Érsekcsanád (Gyenes K. riportja)
- Nazarénus vallású érsekcsanádi lakosok (Gyenes K. riportja)
- Késmárki Mátyás nyugalmazott kertészmérnök, Érsekcsanád
- Késmárki Györgyné, Sükösd, Anna-kápolna (Gyenes K. riportja)

Dél-alföldi szőlővidék
- Takács Lajos szőlész, üzemgazdász, Sükösd (Gyenes K. riportja)[7]
- Gyenes Károly és Faludi Sándor a Gemenci Erdő és Vadgazdaság kistermetű lovaival barátkozik, Hajós-Szentgyörgy[9]
- Bóner István borosgazda és borász társai, Hajós-Pincefalu (Gyenes K. riportja)
- Alföldi Albert, a hajósi művelődési központ igazgatója, Hajós (Gyenes K. riportja)
- Schindler Mátyás tiszteletes, Hajós, katolikus templom, majd a plébánia
- Dercsényi Balázs művészettörténész, Hajós, Érseki vadászkastély
- Wiedner István császártöltési tanácselnök (Gyenes K. riportja)
- Schindler János keceli tanácselnök (Gyenes K. riportja)
- Pintér József vállalkozó, a Pintér Művek vezetője, Kecel (Gyenes K. riportja)
- Minda Imre gazdálkodó, Kecel (Gyenes K. riportja)
- Tóth László a kiskőrösi Közúti Emlékmúzeum vezetője (Sinkó L. és Gyenes K. riportja)

A Kiskunságban
- Milkovits István növénytani szakértő, Kiskőrös, Szücsi-erdő
- Juhász Árpád geológus, Soltvadkert, Vadkerti-tó
- Csíkszentmihályi Károly és  Csíkszentmihályi Károlyné Zsuzsa, bócsai tanyavilág (Gyenes Károly és Juhász Árpád riportja)
- Kovács Ferenc pásztor, Bugacpuszta (Gyenes K. riportja)
- Juhász Árpád geológus, Bugacpuszta
- Vedres Ferencné és turistatársai, Kiskunmajsa, Tájház (Gyenes K. riportja)
- Juhász Árpád geológus, Kiskunmajsa, Termálfürdő
- Vedres Ferencné és turistatársai, Bodoglári ős-galagonyás (Gyenes K. riportja)
- Gyifkó Gyula szíjgyártó mester, népi iparművész, Kistelek (Gyenes K. és Tolnai F. riportja)

Tiszán innen, Tiszán túl
- Trogmayer Ottó múzeumigazgató, régész, Ópusztaszer, Nemzeti Történeti Emlékpark (Gyenes K. riportja)
- Juhász Antal szegedi néprajzkutató, valamint az Ópusztaszeri Nemzeti Történeti Emlékpark egyik dolgozója, Ópusztaszer, Nemzeti Történeti Emlékpark (Gyenes K. riportja)[7]
- Tóth Albertné csipkekészítő, pusztaszeri tanyavilág (Gyenes K. és Heincz L. riportja)
- Zsótér Imre tanyatulajdonos, Mindszent (Gyenes K. riportja)
- Vörös Gabriella régész, Szegvár
- Horváth Mihály mártélyi halász,[10] Mindszent (Gyenes K. riportja)
- Németh József kubikus, Mindszent (Gyenes K. és Tolnai F. riportja)

Vásárhely és környéke
- Sárosi Mihályné népi hímző, Hódmezővásárhely, Tájház (Gyenes K. és Heincz L. riportja)
- Szenti Tibor etnográfus, író Hódmezővásárhely
- Szénási János fazekas, Hódmezővásárhely (Gyenes K. riportja)
- Szenti Tibor etnográfus, író Hódmezővásárhely-Belsőerzsébet (Gyenes K. riportja)
- Gránicz Antal és Gránicz Antalné tanyasi gazdálkodók, Hódmezővásárhely-Belsőerzsébet (Gyenes Károly és Szenti Tibor riportja)
- Papp Lukács István és Papp János gazdálkodók, Székkutas (Gyenes Károly és Szenti Tibor riportja) A riport közben Szenti Tibor néhány mondatban bemutatja az adott tanya tulajdonságait.[11]
- Dömötör János múzeumigazgató, Hódmezővásárhely
- Kiss Balázsné juhász-feleség, Hódmezővásárhely-Ludashalom

Viharsarok: csöndes esőben
- Péter Jánosné, Juhász-Nagy Péter és munkatársaik, Székkutas, Herbária Gyógynövény Feldolgozó Üzem (Gyenes K. riportja)
- Juhász-Nagy Péter, Székkutas, csárda (Gyenes K. riportja)
- id. Farkas István nyugalmazott természetőr, Kardoskúti Fehér-tó (Gyenes K. riportja)
- Beck Zoltán tanár, Orosháza
- Kiss Horváth Sándor Orosháza, Kútmúzeum (Gyenes K. riportja)
- Nagy Gyula nyugalmazott múzeumigazgató, Orosháza, Darvas József emlékház (Gyenes K. riportja)
- Fehér László szappanfőző mester, Orosháza (Gyenes K. riportja)
- Rágyánszky János, Orosháza, Rágyánszky arborétum (Gyenes K. riportja)

A délkeleti végeken
- Milkovits István növénytani szakértő, Tatársánc (Gyenes K. riportja)
- Nagy Ferenc szikvíz palackozó, Pusztaföldvár (Gyenes K. riportja)
- Dercsényi Balázs művészettörténész, Szabadkígyós, Wenckheim-kastély parkja
- Gálfi Zoltánné a Wenckheim család egykori cselédje, Szabadkígyós, Wenckheim-kastély parkja (Gyenes K. riportja)
- A csapat reggeli tejfogyasztása Szabadkígyóson.
- Csobai Lászlóné muzeológus, történész, a békéscsabai Múzeum munkatársa, Kétegyháza, román tájház
- Schriffert József nyugalmazott hentes és mészáros, Gyula, húsmúzeum (Gyenes K. riportja)
- Bugár-Mészáros Károly építész, Gyula, vár (Gyenes K. riportja)
- Jánosi Imre cukrászmester és kerékpárversenyző, Gyula, Százéves cukrászda (Gyenes K. riportja)

A Körösök vidéken
- Goda Péter vízmérnök, Gyulavári, tűsgát (Gyenes K. riportja)
- Csök Lajos, a malomfoki gátőrház dolgozója és munkatársai szállítják át csónakon a csapatot a Fekete-Körösön
- Hadabás János sarkadi lokálpatrióta, Sarkad, régi mályvádi komp (Gyenes K. riportja)[9]
- Sipos Tamás író, dramaturg, Sarkad (Sinkó L. riportja)
- Fazekas István és  Fazekas Istvánné, Kötegyán (Gyenes K. és Tolnai F. riportja)
- Sebő Ferenc népzenekutató, valamint zenész ismerősei, Méhkerék (Sinkó L. riportja)
- Sebő Ferenc és zenész ismerősei bihari népzenéket adnak elő, Méhkerék
- Házi Albert krónikás, Okány (Gyenes K. riportja)
- Vakarcs József Sinka István bojtárja, vésztői puszta (Gyenes K. riportja)
- Juhász Irén régész, Vésztő-Mágor

A Sárrét emlékei
- Miklya Jenő nyugalmazott múzeumigazgató, Szeghalom
- Buzás Károly és barátai elbúcsúznak a csapattól, Szeghalom[9]
- Hegyesi János költő, politikus, Füzesgyarmat (Gyenes K. riportja)
- Gogolák Péter nádtető készítő, és munkatársai Füzesgyarmat (Gyenes K. riportja)
- Bagdi Imre biharnagybajomi tanácselnök (Gyenes K. riportja)
- Máthé Sándorné gyékényfonó, valamint Bagdi Imre tanácselnök, Biharnagybajom (Gyenes K., Tolnai F. és Heincz L. riportja)[7]
- Sárrétudvari juhász  (Gyenes K. riportja)
- Dankó Imre nyugalmazott igazgató Püspökladány (Gyenes K. riportja)

Egy nap a Hortobágyon
- Fazekas Lajos, Fazekas Lajosné és ifj. Fazekas Lajos fazekas mesterek, Nádudvar (Gyenes K. riportja)
- Slambuc-készítés Korcsmáros Sándor tanácselnökkel, Nádudvar (Gyenes K. riportja)
- Osztrák és német kerékpáros turisták, Nádudvar[9]
- Dr. Kovács Gábor a Hortobágyi Nemzeti Park természetőre, Hortobágyi puszta (Gyenes K. riportja)
- Czinege László volt csárda-tulajdonos, Tiszafüred, Meggyes Csárda Múzeum (Gyenes K. riportja)
- Nagy Lajos ostorkészítő, volt csikós, Balmazújváros (Gyenes K. riportja)[12]
- Gyenes Károly, Heincz László, Péterfay Attila és Tolnai Ferenc egyezteti az útvonalat Szegedi Lajossal, Kishortobágy[9]

Hajdúk és tirpákok
- Harangi Lajosné Veres Péter író lánya, Balmazújváros (Gyenes K. és Milkovits I. riportja)
- Lázár Imre a Tanítóképző Főiskola könyvtárának vezetője, Hajdúböszörmény (Sinkó L. riportja)
- Botosné Ábray Éva és munkatársai, Hajdúböszörmény, Hajdúsági Múzeum (Gyenes K. és Milkovits I. riportja)[7]
- A csapat csigatésztát vásárol a hajdúböszörményi piacon.[9]
- Dr. Kiss Andor görögkatolikus esperes és Kaulics László görögkatolikus lelkész Hajdúdorog (Gyenes K. riportja)
- Erdész Sándor nyugalmazott igazgató, néprajztudós, valamint Palicz Mihály, Palicz Mihályné és szomszédaik, Nyíregyháza-Rókabokor (Gyenes K. riportja)
- Páll István a Sóstói Múzeumfalu igazgatója, Nyíregyháza, Sóstói Múzeumfalu (Gyenes K. riportja)

A Nyírség homokján
- özv. Szabó Sándorné és asszonytársai beszélnek a Kállai Kettős-ről, majd el is éneklik, Nagykálló (Gyenes K. riportja)
- Ray Tamás főrabbi, valamint egy Izraelben élő magyar származású zsidó férfi, Nagykálló "Csoda-rabbi" sírja (Gyenes K. riportja)[7]
- Dr. Vass Mihály tanár és diákjai, valamint Milkovits István növénytani szakértő, Kállósemjén, Mohos-tó (Gyenes K. riportja) [7]
- Nyeste István és  Nyeste Istvánné dohány-termesztők, Kállósemjén (Gyenes K., Tolnai F. és Milkovits I. riportja)
- Plajner Miklós, Pócspetri (Gyenes K. riportja)[9]
- Gyenes Károly, Stenszky Gyula, Tolnai Ferenc és Pápay Zsolt próbálnak megfejteni egy érdekes feliratot Plajner Miklós házának verandáján, Pócspetri.[9]
- Dám László a nyírbátori Báthory Múzeum igazgatója és Linczenbold Jánosné, Pócspetri (Gyenes K. riportja)
- Dr. Bacsóka Pál helynök-kanonok, Máriapócs
- Dám László a nyírbátori Báthory Múzeum igazgatója, Nyírbátor, Báthory Múzeum
- Kozma János nyugalmazott református lelkész, Nyírbátor, Református templom

Buckák, lápok, csatornák
- Dr. Aradi Csaba a Hortobágyi Nemzeti Park igazgatója, Bátorliget, legelő, majd az ősláp (Gyenes K. riportja)
- Milkovits István növénytani szakértő, Bátorliget, ősláp (Gyenes K., Stenszky Gy., Tolnai F. és Péterfay A. riportja)
- a csapat gólyákat néz Kónya József zsarolyáni református lelkésszel.[9]
- Uhl István gazda és Uhl Istvánné, Vállaj (Milkovits I., Heincz L. és Tolnai F. riportja)[9]
- Rostás Ferenc cigánybíró és a Kékláng együttes vezetője, valamint a Kékláng együttes tagjai, Nyírvasvári (Gyenes K. riportja)[7]
- A Kékláng együttes előadása, Nyírvasvári
- Kónya József zsarolyáni református lelkész,[13] Ecsedi-láp, majd Nagyecsed határa (Gyenes K. riportja)
- Farkas József a mátészalkai Szatmár Múzeum igazgatója, továbbá a múzeum egyik munkatársa, valamint Bulyáki Gusztáv gazda, Bulyáki Gusztávné és unokájuk, Nagyecsed (Gyenes K. riportja)
- Fábián László a csengeri Helytörténeti Múzeum vezetője, Csenger
- Barta Gyula református lelkész, Csenger, református templom

Kistemplomok a Szamosháton
- Komlódtótfalui lakosok (Gyenes K. riportja)
- Nagygéci lakosok (Gyenes K. riportja)[9]
- Entz Géza művészettörténész-professzor, Csengersima, Református templom
- Sebestyén Béla méhész, Túrricse (Gyenes K. riportja)
- Újhelyi Lajosné, Jánkmajtis (Gyenes K., Pápay Zs. és Tolnai F. riportja)
- Csűri Lajos tiszteletes, Nagyszekeres
- Istentisztelet Nagyszekeres lakóival.
- Fülep Károly és Fülep Károlyné, Nagyszekeres (Gyenes K. riportja)

A szatmári síkon
- Csáthy Miklós tanár, Fehérgyarmat, Szatmár-Beregi Tájvédelmi Múzeum
- Bodnár Endréné az 1905-ös penyigei tragédia egyik szemtanúja, Penyige
- Kosaras kenyérsütés R. Kondor Gyulánéval, Penyige (Sinkó L. és Gyenes K. riportja)
- Szilvalekvár-főzés  Szilágyi Zsigmonddal,  Szilágyi Zsigmondnéval és családjukkal, Penyige (Gyenes K. riportja)
- Szilágyi Zsigmond citerázik, Penyige
- Kónya József zsarolyáni református lelkész, Kölcse, Református templom
- Sipos Györgyné, valamint Balogh Sándor tanácselnök Tiszabecs (Gyenes K. riportja)
- id. Balogh Imre, Tiszabecs (Gyenes K. riportja)
- Balogh Sándor tiszabecsi tanácselnök
- Szabó Jánosné nyugdíjas tanárnő, Milota (Gyenes K., Stenszky Gy. és Heincz L. riportja)
- Nyilas István gazda és családja bemutatják a milotai diószüretet, Milota (Gyenes K. riportja)

A szatmári Tiszaháton
- Kósa Károly, Nagy Bertalan kurátor, és Tiszacsécse lakói, Tiszacsécse, Móricz Zsigmond Emlékház (Gyenes K. riportja)
- Nagy Bertalan kurátor, Tiszacsécse, templom (Gyenes Károly és Kónya József riportja)
- Kis József, Tiszacsécse, (Gyenes Károly, Nagy Bertalan és Kónya József riportja)
- Pető Sándor a Vízügyi Szakaszmérnökség vezetője, Tiszakóród, Bukó-gát (Gyenes K. riportja)
- Kónya József zsarolyáni református lelkész, Túristvándi, Rókás-legelő (Gyenes K. riportja)
- Bak Sándor molnár, Túristvándi, vízimalom (Gyenes K. riportja)
- Makay Béla tanár, Túristvándi (Gyenes K. riportja)
- A csapat elénekli Kölcsey Ferenc sírjánál a Himnuszt, Szatmárcseke
- Korpás István faműves és munkatársa, Szatmárcseke (Gyenes K. riportja)
- Szilágyi Sándor tanár, Nagyar, Petőfi-fa (Gyenes K. riportja)

A beregi Tiszaháton
- Szarka Zsigmond gazda és Szarka Zsigmondné, Kisar (Gyenes K. riportja)
- Szabó Gyula református tiszteletes, Tarpa, református templom (Gyenes K. riportja)
- Demeter Mihály a tarpai Szárazmalom tulajdonosa, Tarpa (Gyenes K. riportja)
- Valla Bertalan, Tarpa, Szárazmalom
- D. Pethe István természetvédelmi őr, Csaroda, Nyírjes-tó
- Entz Géza művészettörténész-professzor, Csaroda, Református templom
- Hímző asszonyok, Tákos (Gyenes K. és Pápay Zs. riportja)
- Kósa Zoltánné, Tákos, Református templom
- Felhősné Dr. Csiszár Sarolta a Beregi múzeum igazgatója, Vásárosnamény (Gyenes K. riportja)

Naménytől Lónyáig a Beregben
- Felhősné Dr. Csiszár Sarolta a Beregi múzeum igazgatója, Vásárosnamény (Gyenes K. riportja)
- Szászi István halász, Tiszaszalka (Gyenes K. és Stenszky Gy. riportja)
- Beregszászi Ferenc tanár, a helytörténeti gyűjtemény létrehozója, Barabás (Gyenes K. riportja)
- Szász János teknőfaragó, Mátyus (Gyenes Károly, Heincz László és Kónya József riportja)
- Zán József erdész a keresztes viperáról beszél, illetve mutatja azt, Lónya, erdészház (Gyenes K. és Heincz L. riportja)
- Sisa Béla építész, Lónya, harangláb
- Pető István és L. Laczkó Károly a virrasztásról beszélnek, majd be is mutatják, Lónya, temető (Gyenes K. riportja)
- Kónya József zsarolyáni református lelkész elbúcsúzik a csapattól a lónyai révnél.

A két Tisza között
- Halárus, Mándok (Gyenes K. riportja)[9]
- Agárdi Sándor biológiaitanár, és diákjai, Tornyospálca, Általános iskola (Gyenes K. riportja)
- Balogh István tanár, Tornyospálca (Gyenes K. riportja)
- Lászlótanyai lakosok (Gyenes K. riportja)[9]
- Zán Sándor erdész, Ricsikai-erdő, Nyírjes (Gyenes K. riportja)
- Háner János túrázó, a Budapesti Természetbarát Központ Kerékpáros osztályának vezetője, Szabolcsbáka határa (Gyenes K. riportja)
- Makai László tanár, Kisvárda
- Dr. Székely Miklós ügyvéd, Kisvárda (Gyenes K. riportja)
- Paál Józsefné kékcsei tanácselnök és Kocsi István TSZ-elnök, Kékcse határa, a Rétközi-tó helye[14] (Gyenes K. riportja)
- Dohányföldeken dolgozó emberek, Kékcse határa (Gyenes K. riportja)
- Harcsa Istvánné és nyugdíjas asszonytársai, Kékcse, TSZ-telep (Gyenes K. riportja)
- Veres Sándor tanár, Dombrád (Gyenes K. riportja)

A Bodrogközben
- Vajda Sándorné népi szövő, Cigánd, Tájház (Gyenes K. riportja)
- Téglás Dezsőné óvodavezető, Cigánd, óvoda (Gyenes K. riportja)
- Feld István régész, Pácin, Mágócsy-kastély
- Veres László történész, Pácin, Mágócsy-kastély
- Nagy Géza tanár, a Pácini Kastélymúzeum igazgatója, Karcsa
- özv. Váradi Lászlóné, Karcsa (Gyenes K. riportja)
- Nagy Géza tanár, a Pácini Kastélymúzeum igazgatója, Karcsa (Gyenes K. riportja)
- Pápai Istvánné, Karcsa
- Révész László régész, Karos határa
- Szakál Mátyás, Taskovits János és halásztársaik, Vajdácska (Gyenes K. riportja)[7]

Sárospatak: érkezés és indulás
- Veres Sándorné mézeskalácsos, Sárospatak (Gyenes K., Tolnai F., Pápay Zs. és Szabados T. riportja)
- A csapat összegzi a kerékpáros túra végeredményét, Sárospatak[9]
- Jósvainé Dankó Katalin a Rákóczi múzeum igazgatója, Sárospatak, vár (Gyenes K. riportja)
- Szentimrei Mihály a Tudományos gyűjtemény igazgatója, Sárospatak, Kollégium (Gyenes K. riportja)
- Makovecz Imre építész, Sárospatak, Árpád Vezér Gimnázium és Kollégium (Sinkó L. riportja)
- Peták István újságíró, a Magyar Természetbarát Szövetség és a Magyar Turista Egyesület elnöke, a Másfélmillió lépés Magyarországon szerkesztője, Sárospatak (Gyenes K. riportja)
- Újszászy Kálmán, Sárospatak (Gyenes K. riportja)
- Szőlő-csőszök, Sárospatak határa
- Juhász Árpád geológus, Sárospatak, Megyer-hegyi kőfejtő és tengerszem
- Nagy György erdész és Nagy Györgyné méhész, Makkoshotyka (Gyenes K. riportja)
- Gyenes Károly gratulál a csapat néhány tagjának a kör első bezárásához, Makkoshotyka

A Rákócziak földjén
- Iski István görögkatolikus lelkész, Komlóska (Gyenes K. riportja)
- Kiss Istvánné harangozó, Komlóska (Gyenes K. riportja)
- Matisz Tibor, Haluska András kőművesek, és munkatársuk Komlóska, Tájház (Gyenes K. riportja)
- Perecsütés Murák Jánosnéval és családjával, Erdőhorváti (Gyenes K. riportja)
- Ungváriné Lubiczki Mária volt kisbíró, Erdőhorváti (Gyenes K. riportja)
- Hegedűs Géza fafaragó, Mogyoróska (Gyenes K. riportja)
- Bartha Sándor kádármester, Fony (Gyenes K., Milkovits I. és Heincz L. riportja)
- Juhász Árpád geológus, Regéc és Mogyoróska között
- Magyar József erdész, Regéc (Gyenes K. riportja)

A nyugati Zemplénben
- Kormos Sándor tanár, Hejce (Gyenes K. riportja)
- Pécsi Borbála nővér, Hejce (Gyenes K. riportja)
- Czakó Dezső és Kormos Sándor tanár Hejce (Gyenes K. riportja)
- Ruszkai Béla gönci tanár, és diákjai, Nagy Amadé-hegy (Gyenes K. riportja)
- Madarasi Kálmán tiszteletes, Gönc (Gyenes K. riportja)
- Dévényi István kádármester, Gönc (Gyenes K. riportja)
- Fojthó Gyula mézeskalácsos, Gönc (Gyenes K. és Pápay Zs. riportja)
- Veres Lajos fazekasmester, Gönc (Gyenes K. riportja)
- Csipkeárus idősnő, Gönc határa (Gyenes K. riportja)
- Káldi Gyula építész, Tamási Judit régész, Gönc és Telkibánya határán lévő Pálos kolostorrom (Gyenes K. riportja)
- Kiss Jenő gönci természetjáró, Telkibánya, Potácsháza (Gyenes K. riportja)

Bezártuk a kört
- Sebő Antal nyugalmazott református lelkész, Telkibánya (Gyenes K. riportja)[7]
- Horváth Tibor érckutató bányatechnikus, Telkibánya, Veresvízi bányák és Konczfalva romjai (Gyenes K. és Sinkó L. riportja)
- Sáfrány József csatlakozik a csapathoz, Pányok határa
- Simkó József, Hollóháza, Porcelángyár múzeuma (Gyenes K. riportja)
- Kónya József zsarolyáni református lelkész ismét csatlakozik a csapathoz, Lászlótanya, Kéktúra emlékmű
- Sinkó László monológja a kör bezárásával kapcsolatban, Nagy-Milic
- Kónya József zsarolyáni református lelkész beszéde a csapathoz a kör bezárásával kapcsolatban, majd ezt követően elbúcsúzik tőlük, Nagy-Milic

## Külső hivatkozások
- Kerekek és lépések – a teljes sorozat a Magyar Televízió videotárában
- A sorozat a port.hu-n
- A Kék túra útvonala